# Camillo Pilotto
Camillo Pilotto (ur. 6 lutego 1988, zm. 27 maja 1963) – włoski aktor filmowy. Wystąpił w 101 filmach w latach 1916-1963. Urodził się i zmarł w Rzymie we Włoszech.

## Filmografia
- 1937: Scypion Afrykański